# Laodicea neptuna
Laodicea neptuna is een hydroïdpoliep uit de familie Laodiceidae. De poliep komt uit het geslacht Laodicea. Laodicea neptuna werd in 1900 voor het eerst wetenschappelijk beschreven door Mayer. 